# Patrícia Monteiro
Patrícia Monteiro é uma neurocientista portuguesa e investigadora principal na Faculdade de Medicina da Universidade do Porto (FMUP). É conhecida pela sua investigação sobre os mecanismos neuronais subjacentes a perturbações neuropsiquiátricas e perturbações do neurodesenvolvimento.

## Educação
Possui uma Licenciatura/Mestrado em Ciências Farmacêuticas e um doutoramento em Neurociências. Foi aluna de doutoramento no Massachusetts Institute of Technology sob orientação do Prof. Guoping Feng e investigadora de pós-doutoramento (Postdoc) da EMBO no Instituto de Investigação em Ciências da Vida e Saúde (ICVS), Universidade do Minho.

## Investigação
O seu trabalho de doutoramento focou-se em compreender os mecanismos cerebrais subjacentes a comportamentos repetitivos na perturbação obsessivo-compulsiva e nas perturbações do espectro do autismo. Durante este período, as suas contribuições mais significativas incluem um estudo que demonstrou a possibilidade de reversão de comportamentos atípicos em modelos animais de autismo já em idade adulta através da restauração do gene SHANK3, e um estudo que revela que pequenas mutações dentro do mesmo gene podem causar transtornos neuropsiquiátricos distintos.
Após o seu doutoramento, trabalhou com o Prof. Nuno Sousa no ICVS, Universidade do Minho, com uma bolsa de pós-doutoramento da EMBO, onde estudou o impacto do stress crónico nos circuitos cerebrais.
Atualmente, lidera uma equipa de investigação na FMUP que desenvolve novas ferramentas de neuroengenharia e utiliza registos de atividade eletrofisiológica do cérebro para estudar perturbações neuropsiquiátricas e perturbações do neurodesenvolvimento. A sua equipa de investigação tenta compreender como é que os circuitos corticais e subcorticais (gânglios da base) codificam e descodificam informação no cérebro, e a relação destes circuitos com diferentes perturbações como a POC ou o autismo. O seu laboratório de investigação também colabora no desenvolvimento de novas tecnologias com potencial translacional para monitorizar e modular a atividade cerebral, incluindo interfaces neuronais e estimuladores cerebrais não invasivos/sem fios.

## Prémios
P. Monteiro recebeu vários prémios e distinções, incluindo o Prémio de Excelência FEBS da Federação das Sociedades Europeias de Bioquímica (2021) e uma Bolsa Branco Weiss (2016). É também membro por convite do seminário de jovens cientistas da Academia das Ciências de Lisboa e desempenha funções como membro do Conselho Consultivo do programa de Bolsas de Intercâmbio Científico (SEG) da prestigiada Organização Europeia de Biologia Molecular (EMBO).

## Publicações
- Rodrigues D, Jacinto L, Falcão M, Castro AC, Cruz A, Santa C, Manadas B, Marques F, Sousa N, Monteiro P (2022). Chronic stress causes striatal disinhibition mediated by SOM-interneurons in male mice. Nature Communications 13(1): 7355.
- Monteiro P, & Feng G (2017). SHANK proteins: roles at the synapse and in autism spectrum disorder. Nature Neuroscience 18: 147-157.
- Mei Y#, Monteiro P#, Zhou Y, Kim J, Gao X, Fu Z, & Feng G (2016). Adult restoration of Shank3 expression rescues selective autistic-like phenotypes. Nature 530: 481-484.
- Zhou Y, Kaiser T, Monteiro P, Zhang X, Van der Goes M.S, Wang D, Barak B, Zeng M, Li C, Lu C, Wells M, Amaya A, Nguyen S, Lewis M, Sanjana N, Zhou Y, Zhang M, Zhang F, Fu Z, Feng G (2016). Mice with Shank3 mutations associated with ASD and schizophrenia display both shared and distinct defects. Neuron 89: 147-162.
- Burguiere E, Monteiro P, Mallet L, Feng G, & Graybiel A.M (2015). Striatal circuits, habits, and implications for obsessive–compulsive disorder. Current Opinion (Elsevier) 30: 59-65.
- Burguiere E, Monteiro P, Feng G, & Graybiel A.M (2013). Optogenetic stimulation of lateral orbitofronto-striatal pathway suppresses compulsive behaviors. Science 340: 1243-1246.
- Gomes J.R, Costa J.T, Melo C.V, Felizzi F, Monteiro P, Pinto M.J, Inácio A.R, Wieloch T, Almeida R.D, Graos M, Duarte C.B (2012). Excitotoxicity downregulates TrkB. FL signaling and upregulates the neuroprotective truncated TrkB receptors in cultured hippocampal and striatal neurons. Journal of Neuroscience 32: 4610-4622.